# جام (الصين)
جام (بالإنجليزية: Zham)‏ هي منطقة سكنية تقع في الصين في أزمة التبت والصين. يقدر عدد سكانها بـ
- نسمة .

## معرض صور

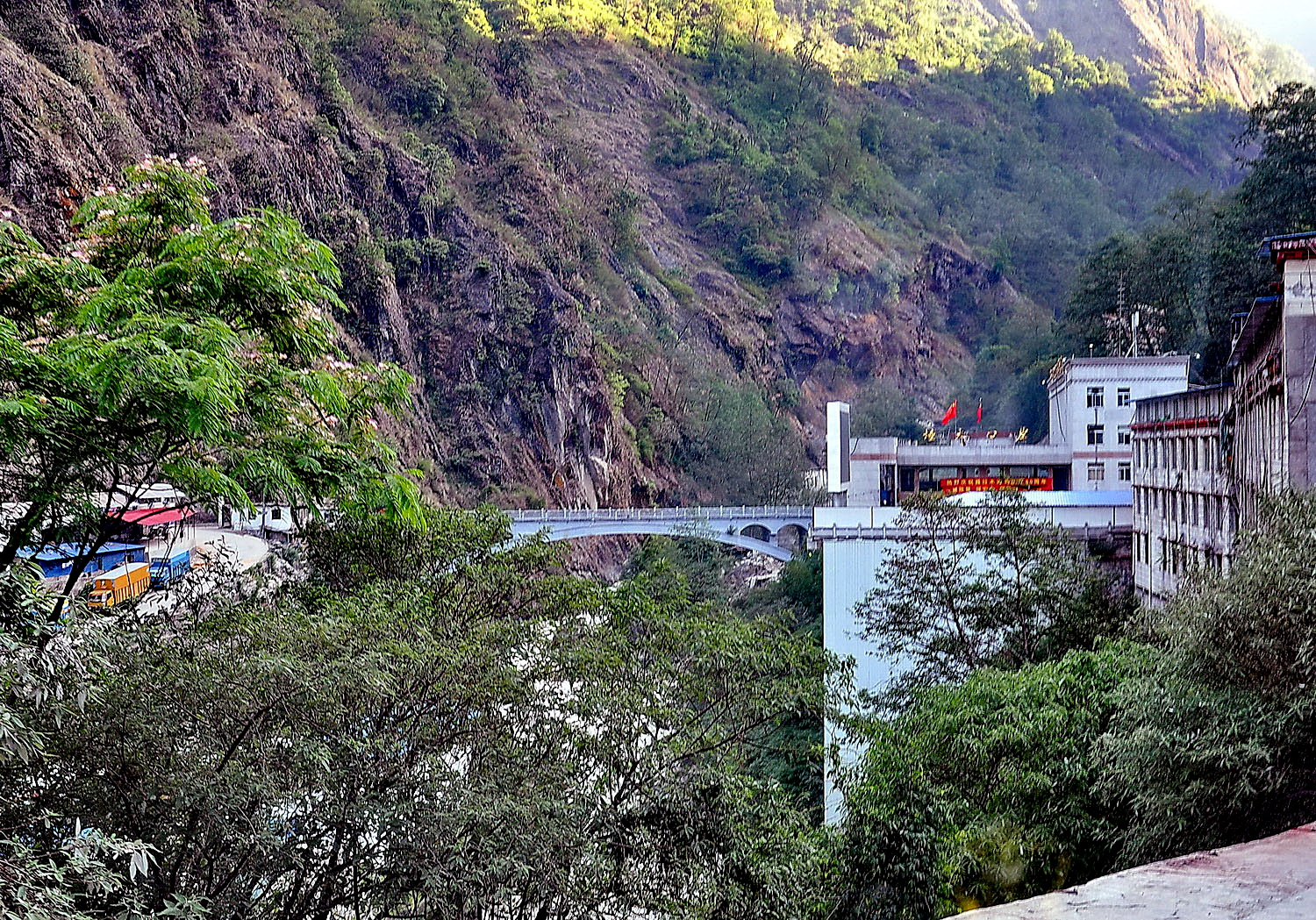
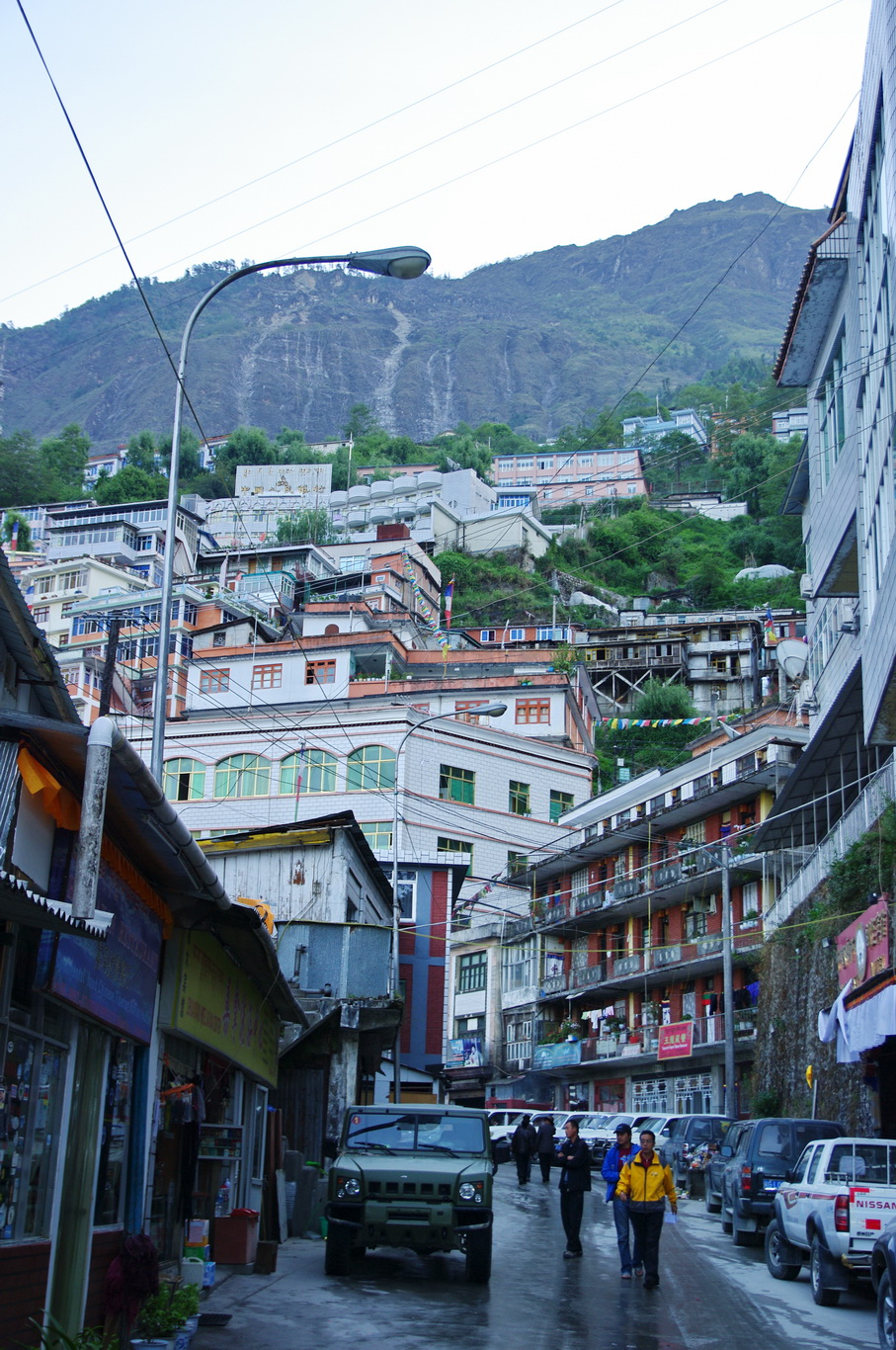
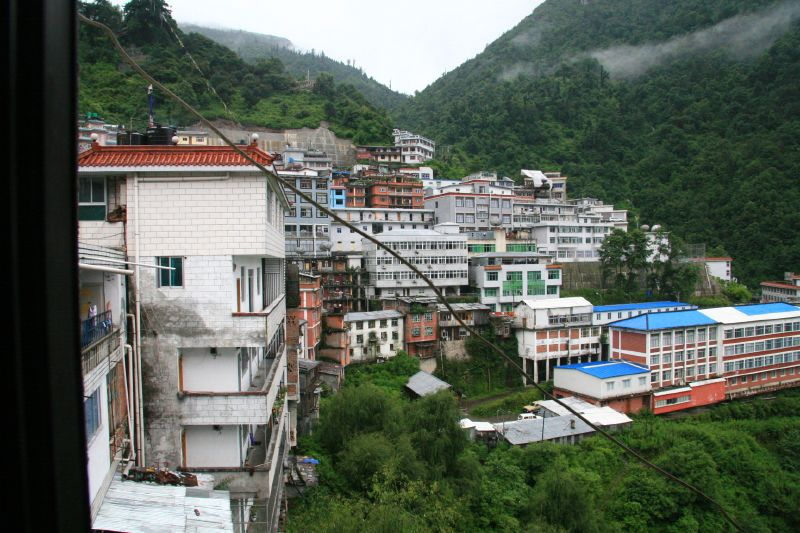
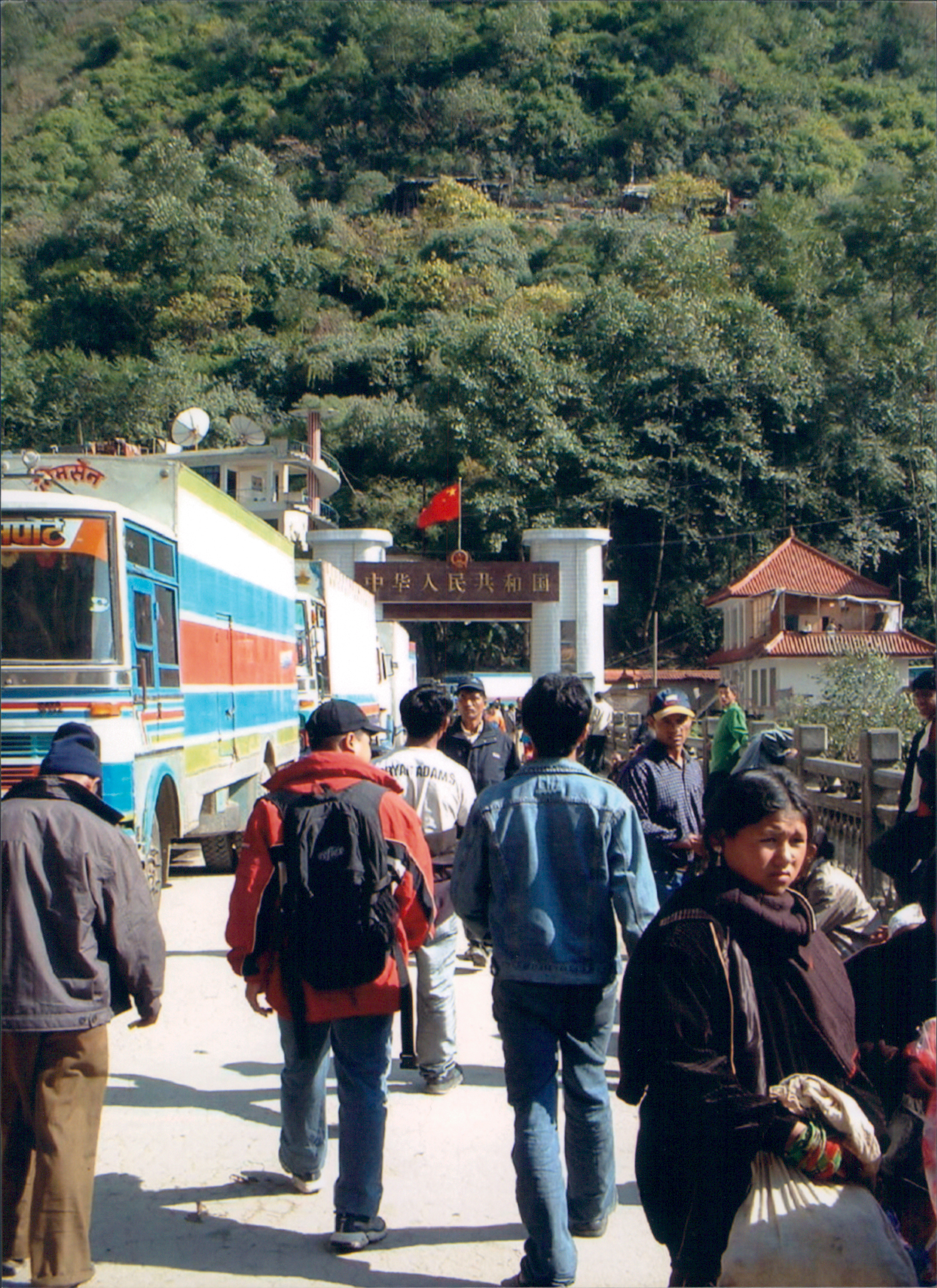